# Cliff Drysdale
Eric Clifford Drysdale (Nelspruit, 26 maggio 1941) è un ex tennista sudafricano.

## Carriera
È stato uno dei protagonisti del tennis negli anni sessanta e 70. Nel 1965 raggiunge in sequenza le semifinali del Roland Garros e di Wimbledon oltre alla finale degli US Open, le prime due perse contro Fred Stolle e la finale dello Slam statunitense persa contro Manuel Santana.
L'anno successivo riesce a ripetere le semifinali agli Internazionali di Francia e a Wimbledon non riuscendo tuttavia a raggiungere il match per il titolo.
Nel 1968 viene scelto tra i migliori otto giocatori al mondo (o Handsome Eight) per giocare sotto contratto nel nuovo circuito WCT.
Conquista il titolo del doppio maschile agli US Open 1972 dove, in coppia con Roger Taylor, supera il fortissimo team formato da Davidson e Newcombe.
Ha fatto parte della squadra sudafricana capace di vincere la Coppa Davis 1974. Con la sua nazione ha stabilito un record di trentacinque vittorie su quarantanove match giocati.
Nel 1972 è stato tra i fondatori e primo presidente dell'ATP.
Dopo la carriera da tennista ha seguito quella da commentatore televisivo nei match di tennis per ESPN.
Nel 2013 viene introdotto nell'International Tennis Hall of Fame.

## Statistiche

### Singolare

#### Vittorie (7)
| Numero | Anno | Torneo                                           | Superficie  | Avversario in finale | Punteggio                |
| 1.     | 1965 | Torneo di Amburgo, Amburgo                       | Terra rossa | Boro Jovanović       | 6–2, 6–4, 3–6, 6–3       |
| 2.     | 1967 | Pennsylvania Lawn Tennis Championship, Haverford | Erba        | Clark Graebner       | 3–6, 3–6, 11–9, 6–2, 7–5 |
| 3.     | 1968 | Swiss Open Gstaad, Gstaad                        | Terra rossa | Tom Okker            | 6–3, 6–3, 6–0            |
| 4.     | 1971 | Brussels Outdoor, Bruxelles                      | Terra rossa | Ilie Năstase         | 6–0, 6–1, 7–5            |
| 5.     | 1971 | Miami Open, Miami                                | Cemento     | Rod Laver            | 6–2, 6–4, 3–6, 6–4       |
| 6.     | 1974 | Miami Open, Miami                                | Cemento     | Tom Gorman           | 6–4, 7–5                 |
| 7.     | 1978 | Baltimore WCT, Baltimora                         | Sintetico   | Tom Gorman           | 7–5, 6–3                 |